# Bajo de la Tierra Colorada
Bajo de la Tierra Colorada är en sänka i Argentina.   Den ligger i provinsen Chubut, i den södra delen av landet, 1 200 kilometer sydväst om huvudstaden Buenos Aires.
Omgivningarna runt Bajo de la Tierra Colorada är i huvudsak ett öppet busklandskap. Trakten runt Bajo de la Tierra Colorada är nära nog obefolkad, med mindre än två invånare per kvadratkilometer.